# Dipturus
Genre
Dipturus est un genre de raies.

## Liste des espèces
- Dipturus batis (Linnaeus, 1758) - Pocheteau gris
- Dipturus bullisi (Bigelow et Schroeder, 1962)
- Dipturus campbelli (Wallace, 1967)
- Dipturus chilensis (Guichenot, 1848)
- Dipturus crosnieri (Seret, 1989)
- Dipturus diehli Soto et Mincarone, 2001
- Dipturus doutrei (Cadenat, 1960)
- Dipturus ecuadoriensis (Beebe et Tee-van, 1941)
- Dipturus flavirostris (Philippi, 1893)
- Dipturus garricki (Bigelow et Schroeder, 1958)
- Dipturus gigas (Ishiyama, 1958)
- Dipturus gudgeri (Whitley, 1940)
- Dipturus innominatus (Garrick et Paul, 1974)
- Dipturus johannisdavisi (Alcock, 1899)
- Dipturus kwangtungensis (Chu, 1960)
- Dipturus laevis (Mitchill, 1818)
- Dipturus lanceorostratus (Wallace, 1967)
- Dipturus leptocauda (Krefft et Stehmann, 1975)
- Dipturus linteus (Fries, 1838)
- Dipturus macrocauda (Ishiyama, 1955)
- Dipturus mennii Gomes et Paragó, 2001
- Dipturus nasutus (Müller et Henle, 1841)
- Dipturus nidarosiensis (Storm, 1881)
- Dipturus olseni (Bigelow et Schroeder, 1951)
- Dipturus oregoni (Bigelow et Schroeder, 1958)
- Dipturus oxyrinchus (Linnaeus, 1758) - Pocheteau noir
- Dipturus pullopunctatus (Smith, 1964)
- Dipturus springeri (Wallace, 1967)
- Dipturus stenorhynchus (Wallace, 1967)
- Dipturus teevani (Bigelow et Schroeder, 1951)
- Dipturus tengu (Jordan et Fowler, 1903)
- Dipturus trachyderma (Krefft et Stehmann, 1975)